# 바트뮌스터아이펠

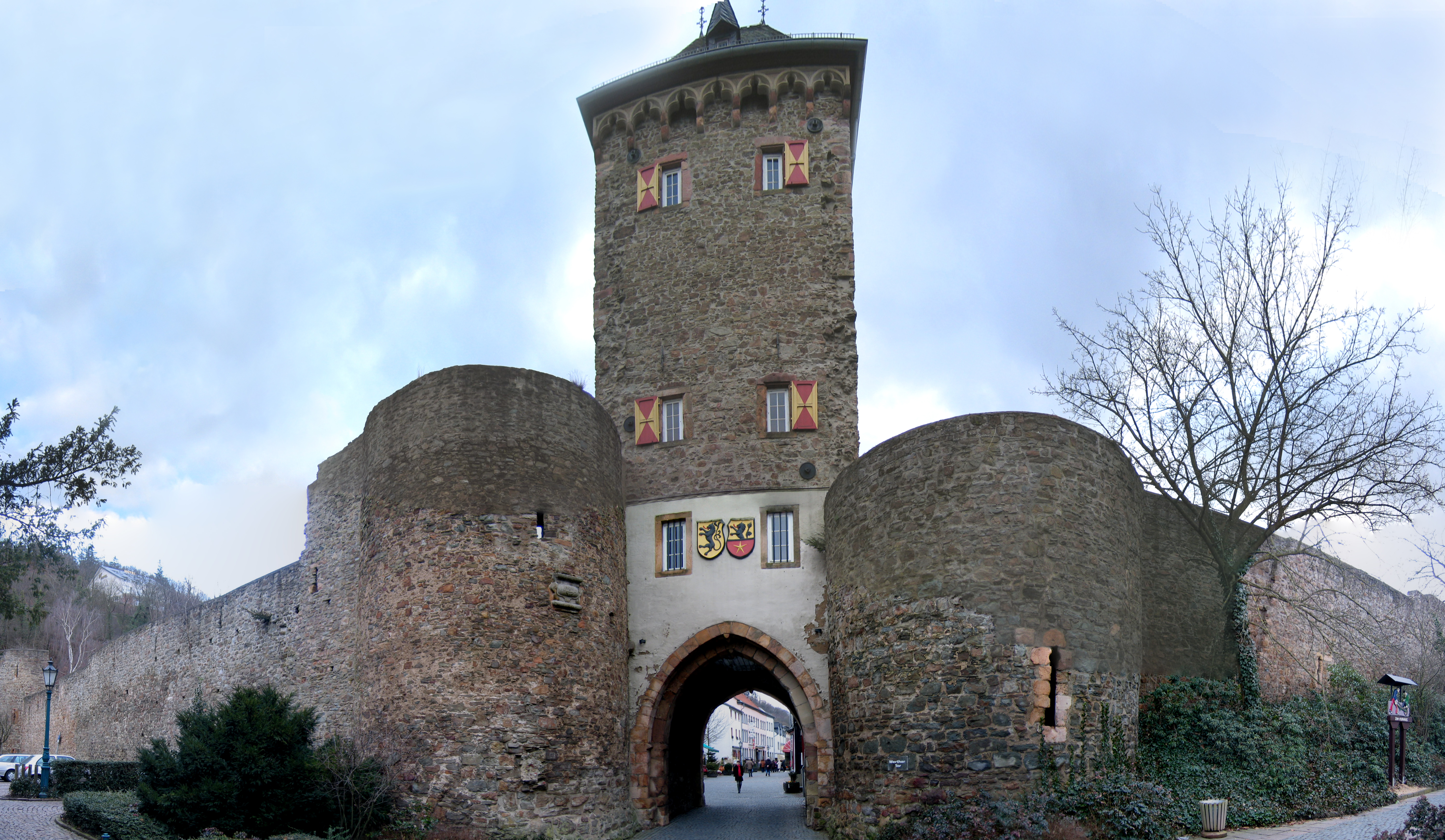
바트뮌스터아이펠 고성

바트뮌스터아이펠

바트뮌스터아이펠(Bad Münstereifel)은 독일 노르트라인베스트팔렌주에 있는 도시이다.